# トレースクラス
数学の分野におけるトレースクラス（英: trace class）作用素とは、有限かつ基底の選び方に依らないトレースを定義できるようなあるコンパクト作用素を指す。
トレースクラス作用素は、本質的には核作用素と等しいものであるが、多くの研究者は「トレースクラス作用素」の語はヒルベルト空間上の特別な核作用素の場合に対して用い、より一般的なバナッハ空間に対して「核作用素」の語を用いる。

## 定義
行列に対する定義と似ているが、可分なヒルベルト空間 H 上の有界線型作用素 A がトレースクラスに属するとは、H のいくつかの（実際には全ての）正規直交基底 {ek}k に対して、正の項の和
{\displaystyle \|A\|_{1}={\rm {Tr}}|A|:=\sum _{k}\langle (A^{*}A)^{1/2}\,e_{k},e_{k}\rangle }
が有限であることを言う。この場合、和
{\displaystyle {\rm {Tr}}A:=\sum _{k}\langle Ae_{k},e_{k}\rangle }
は絶対収束し、その正規直交基底の選び方に依らない。この値は、A のトレースと呼ばれる。H が有限次元であるなら、すべての作用素はトレースクラスであり、この A のトレースの定義は、行列に対するトレースの定義と一致する。
A が非負の自己共役作用素であるなら、発散することもあり得る和
{\displaystyle \sum _{k}\langle Ae_{k},e_{k}\rangle }
によって、A のトレースを拡大実数として定義することも出来る。

## 性質
| 1. | A が非負かつ自己共役であるなら、A がトレースクラスであるための必要十分条件は、Tr(A) < ∞ が成立することである。したがって、ある自己共役作用素 A がトレースクラスであるための必要十分条件は、その正の部分 A+ と負の部分 A− がいずれもトレースクラスであることである（自己共役作用素の正の部分および負の部分は、連続汎函数計算によって得られる）。 |
| 2. | 上述のトレースは、トレースクラス作用素の空間上の線型汎函数である。すなわち、 {\displaystyle \operatorname {Tr} (aA+bB)=a\,\operatorname {Tr} (A)+b\,\operatorname {Tr} (B)} が成立する。 双線型写像 {\displaystyle \langle A,B\rangle =\operatorname {Tr} (A^{*}B)} は、トレースクラスの上の内積である。これに対応するノルムは、ヒルベルト＝シュミットノルムと呼ばれる。ヒルベルト＝シュミットノルムについての、トレースクラス作用素の完備化は、ヒルベルト＝シュミット作用素と呼ばれる。                                                                                |
| 3. | {\displaystyle A} が有界で、{\displaystyle B} がトレースクラスであるなら、{\displaystyle AB} および {\displaystyle BA} もトレースクラスであり、 {\displaystyle \\|AB\\|_{1}=\operatorname {Tr} (\|AB\|)\leq \\|A\\|\\|B\\|_{1},\qquad \\|BA\\|_{1}=\operatorname {Tr} (\|BA\|)\leq \\|A\\|\\|B\\|_{1}} が成立する。また、同様の仮定の下で、 {\displaystyle \operatorname {Tr} (AB)=\operatorname {Tr} (BA)} も成立する。 |
| 4. | {\displaystyle A} がトレースクラスであるなら、{\displaystyle A} のスペクトルの元 {\displaystyle \{\lambda _{n}(A)\}_{n}} に対して、{\displaystyle 1+A} のフレドホルム行列式を {\displaystyle {\rm {det}}(I+A):=\prod _{n\geq 1}[1+\lambda _{n}(A)]} と定義できる。{\displaystyle A} についてのトレースクラス条件は、その内積が有限であることを保証する。実際、 {\displaystyle {\rm {det}}(I+A)\leq e^{\\|A\\|_{1}}} が得られる。その条件はまた、{\displaystyle {\rm {det}}(I+A)\neq 0} であることと、{\displaystyle (I+A)} が可逆であることが同値であることも保証する。 |

### リッドスキーの定理
{\displaystyle A} を、可分なヒルベルト空間 {\displaystyle H} 内のトレースクラス作用素とし、{\displaystyle \{\lambda _{n}(A)\}_{n=1}^{N},} {\displaystyle N\leq \infty } を {\displaystyle A} の固有値とする。{\displaystyle \lambda _{n}(A)} は、代数的重複度も考慮して数え上げられる（すなわち、{\displaystyle \lambda } の代数的重複度が {\displaystyle k} であるなら、リスト {\displaystyle \lambda _{1}(A),\lambda _{2}(A),\dots } において {\displaystyle \lambda } は {\displaystyle k} 回繰り返される）ものとする。リッドスキーの定理（ヴィクター・リッドスキーの名にちなむ）によると、次式が成立する：
{\displaystyle \sum _{n=1}^{N}\lambda _{n}(A)=\operatorname {Tr} (A).}
ここで、左辺の級数は、コンパクト作用素 {\displaystyle A} の固有値 {\displaystyle \{\lambda _{n}(A)\}_{n=1}^{N}} と特異値 {\displaystyle \{s_{m}(A)\}_{m=1}^{M}} の間に成立するワイルの不等式
{\displaystyle \sum _{n=1}^{N}|\lambda _{n}(A)|\leq \sum _{m=1}^{M}s_{m}(A)}
によって、絶対収束することに注意されたい。例えば、を参照。

### いくつかの作用素のクラスの間の関係
いくつかの有界作用素のクラスは、古典的な数列空間の非可換な類似と見なされ、トレースクラス作用素は数列空間 l1(N) の非可換な類似と見なされる。実際、スペクトル定理を適用することで、可分なヒルベルト空間上のすべての通常のトレースクラス作用素は、l1 数列であると見なすことが出来る。同様に、有界な作用素は l∞(N) の非可換版であり、コンパクト作用素は c0（0 に収束する列）の、ヒルベルト＝シュミット作用素は l2(N) の、有限ランク作用素は高々有限個の非ゼロ項を含む列の、それぞれ非可換版である。作用素のトレースクラスの間の関係は、ある程度は、それらの可換な対の間の関係と同様なものである。
ヒルベルト空間上のすべてのコンパクト作用素 T は、ある正規直交基底 {ui} および {vi} に対して、次の正準形式を取ることを思い出されたい：
{\displaystyle \forall h\in H,\;Th=\sum _{i=1}\alpha _{i}\langle h,v_{i}\rangle u_{i}\quad {\mbox{where}}\quad \alpha _{i}\geq 0\quad {\mbox{and}}\quad \alpha _{i}\rightarrow 0.}
上述の発見的なコメントをより正確に言えば、T がトレースクラスであるための十分条件は数列 ∑i αi が収束すること、T がヒルベルト＝シュミット作用素であるための十分条件は ∑i αi2 が収束すること、および T が有限ランクであるための十分条件は数列 {αi} が高々有限個の非ゼロの項を含むこと、となる。
上述の表記により、それらの作用素のクラスを関連付けるいくつかの事実を得ることが容易になる。例えば、以下の包含関係が成り立つ：{有限ランク} ⊂ {トレースクラス} ⊂ {ヒルベルト＝シュミット} ⊂ {コンパクト}。特に H が無限次元であるときは、これらの包含関係はすべて proper （片方がもう片方の真部分集合）となる。
トレースクラス作用素には、トレースノルム ||T||1 = Tr [ (T*T)½ ] = ∑i αi が与えられる。ヒルベルト＝シュミット内積に対応するノルムは ||T||2 = (Tr T*T)½ = (∑iαi2)½ である。また、通常の作用素ノルムは ||T|| = supi(αi) である。適切な T に対して、数列に関する古典的な不等式により、
{\displaystyle \|T\|\leq \|T\|_{2}\leq \|T\|_{1}}
が成立する。
有限ランク作用素の集合が、トレースクラスおよびヒルベルト＝シュミットの両ノルムに関して、それらの集合において稠密であることは明らかである。

### コンパクト作用素の双対としてのトレースクラス
c0 の双対空間は l1(N) である。同様に、コンパクト作用素の双対 K(H)* は、トレースクラス作用素 C1 であることが分かる。以下で記載する内容は、対応する数列空間に対する覚書である。f ∈ K(H)* とし、
{\displaystyle \langle T_{f}x,y\rangle =f(S_{x,y})}
として定義される作用素 Tf によって f を識別する。ここで、Sx,y は
{\displaystyle S_{x,y}(h)=\langle h,y\rangle x}
で与えられるランク 1 の作用素である。
この識別が意味をなすことは、有限ランク作用素が K(H) においてノルム稠密であることに起因する。Tf が正作用素であるような場合には、任意の正規直交基底 ui に対して、
{\displaystyle \sum _{i}\langle T_{f}u_{i},u_{i}\rangle =f(I)\leq \|f\|,}
が成立する。ここで I は恒等作用素
{\displaystyle I=\sum _{i}\langle \cdot ,u_{i}\rangle u_{i}}
である。しかしこのことは、Tf がトレースクラスであることを意味する。極分解により、これはより一般的な、Tf が必ずしも正ではない場合に拡張される。
有限ランク作用素を介した極限の議論により、||Tf ||1 = || f || が得られる。したがって、K(H)* は C1 と等長同型である。

### 有界作用素の前双対として
l1(N) の双対は l∞(N) であることを思い出されたい。したがって、トレースクラス C1 の双対は、有界作用素 B(H) である。より正確には、集合 C1 は B(H) における両側イデアルである。したがって、B(H) 内の与えられた任意の作用素 T に対して、{\displaystyle C_{1}} 上の連続線型汎函数 φT を φT(A)=Tr(AT) によって定義することが出来る。{\displaystyle C_{1}} の双対空間の元 φT と、有界作用素の間の対応は、等長同型である。B(H) は {\displaystyle C_{1}} の双対空間であることが従う。このことは、B(H) 上の弱スター位相を定義する際に利用できる。